# Кристоф Баварский
Кристоф Иосиф Клеменс Мария Баварский (нем. Christoph Joseph Klemens Maria in Bayern; 22 апреля 1879, Мюнхен — 11 июля 1963, Мюнхен) — герцог Баварский из боковой линии Виттельсбахов.

## Биография
Кристоф — средний из троих сыновей герцога Макса Эмануэля Баварского и его супруги Амалии Саксен-Кобург-Готской. Отец Кристофа служил офицером в баварской королевской армии, носил звание генерал-майора и руководил мюнхенской военной школой верховой езды. Семья проживала во дворце Бидерштайн под Мюнхеном и неофициально именовалась «Бидерштайнской линией». Герцог Максимилиан Эмануэль скоропостижно умер в июне 1893 года от открывшегося желудочного кровотечения при язве желудка. Мать Амалия тяжело перенесла внезапную смерть супруга, серьёзно заболела и умерла от перитонита в мае 1894 года.
Кристоф и его братья Зигфрид и Луитпольд менее чем за год стали круглыми сиротами. Их дядя, герцог Карл Теодор Баварский, и его супруга Мария Жозе Португальская взяли на себя заботу о мальчиках и даже собирались принять их в свою семью, но этому воспротивилась бабушка по материнской линии Клементина Орлеанская, которая стремилась сохранить за внуками фамильную линию и резиденцию во дворце Бидерштайн. Поэтому воспитание сирот было возложено на придворную даму почившей герцогини Амалии графиню Марию Фуггер-Глётт (1859—1934) и гофмейстера Бидерштайна барона Макса фон Редвица, сына поэта Оскара фон Редвица. Им оказывали поддержку герцог Карл Теодор и Мария Жозе, которые некоторое время даже постоянно проживали во дворце Бидерштайн.
Герцог Зигфрид, старший из трёх братьев и глава Бидерштайнской линии, в 1899 году неудачно упал с лошади и получил повреждение мозга, что в конечном счёте привело к его недееспособности. Роль главы дома взял на себя герцог Кристоф.
27 октября 1906 года герцог Кристоф поступил на службу в звании лейтенанта в 1-й баварский полк тяжёлой кавалерии и в его составе воевал в Первую мировую войну. 25 октября 1911 года Кристоф Баварский получил звание майора. На момент роспуска баварской армии герцог Кристоф служил в звании старшего лейтенанта.
После войны герцог Кристоф проживал как частное лицо во дворце Бидерштайн. В 1924 году он женился на мещанке Анне Зибиг. Бездетные супруги переселились из дворца в виллу в мюнхенском районе Богенхаузен и жили в уединении. Похоронены на мюнхенском кладбище Вальдфридхоф.